# Den hvide Søster
Den hvide Søster (originaltitel The White Sister) er en amerikansk stumfilm fra 1923 af Henry King.

## Medvirkende
- Lillian Gish som Angela Chiaromonte
- Ronald Colman som Giovanni Severini
- Gail Kane som Marchesa di Mola
- J. Barney Sherry som Monsignor Saracinesca
- Charles Lane som Chiaromonte
- Juliette La Violette som Madame Bernard
- Gustavo Serena som Ugo Severi
- Alfredo Bertone som Filmore Durand